# 보편
보편(普遍)은 많은 특수(특수적인 것)에 통하는 일반(일반적인 것)을 말한다. 추상적 보편과 구체적 보편이 구별된다. 전자는 형식논리학적인 개념으로 외연적인 일반 내지 단순한 공통성이다. 후자는 변증법적 개념으로 특수, 또는 개별과의 구체적인 통일을 이루고 있는 일반을 말한다.

## 같이 보기
- 수리철학
- 보편성
- 보편주의
- 데이비드 말렛 암스트롱